# Élections législatives de 1988 dans le Gard
Les élections législatives françaises de 1988 se déroulent les 5 et 12 juin 1988.  Dans ce département, cinq députés sont à élire dans le cadre de cinq circonscriptions.

## Élus
| Circonscription | Député sortant        | Parti                 | Parti                 | Député élu ou réélu   | Parti | Parti     |
| --------------- | --------------------- | --------------------- | --------------------- | --------------------- | ----- | --------- |
| 1re             | Scrutin proportionnel | Scrutin proportionnel | Scrutin proportionnel | Jean Bousquet         |       | UDF (Rad) |
| 2e              | Scrutin proportionnel | Scrutin proportionnel | Scrutin proportionnel | Jean-Marie Cambacérès |       | PS        |
| 3e              | Scrutin proportionnel | Scrutin proportionnel | Scrutin proportionnel | Georges Benedetti     |       | PS        |
| 4e              | Scrutin proportionnel | Scrutin proportionnel | Scrutin proportionnel | Gilbert Millet        |       | PCF       |
| 5e              | Scrutin proportionnel | Scrutin proportionnel | Scrutin proportionnel | Alain Journet         |       | PS        |

## Positionnement des partis
L'UDF et le RPR se présentent unis sous l'étiquette « Union du Rassemblement et du Centre » tandis que les candidats du Parti socialiste se rangent sous la bannière de la « Majorité présidentielle pour la France unie », slogan de la campagne présidentielle de François Mitterrand.

## Résultats

### Résultats à l'échelle du département
| Parti          | Parti                               | Premier tour | Premier tour | Second tour | Second tour | Sièges |
| Parti          | Parti                               | Voix         | %            | Voix        | %           | Sièges |
| -------------- | ----------------------------------- | ------------ | ------------ | ----------- | ----------- | ------ |
|                | Parti socialiste                    | 82 163       | 32,05        | 115 232     | 41,85       | 3      |
|                | Mouvement des radicaux de gauche    | 1 117        | 0,44         |             |             | 0      |
|                | La France unie                      | 83 280       | 32,49        | 115 232     | 41,85       | 3      |
|                |                                     |              |              |             |             |        |
|                | Rassemblement pour la République    | 45 689       | 17,82        | 73 351      | 26,64       | 0      |
|                | Union pour la démocratie française  | 20 208       | 7,88         | 28 652      | 10,41       | 1      |
|                | Divers droite                       | 14 473       | 5,65         | 28 056      | 10,19       | 0      |
|                | Union du Rassemblement et du Centre | 80 370       | 31,35        | 130 059     | 47,24       | 1      |
|                |                                     |              |              |             |             |        |
|                | Parti communiste français           | 52 267       | 20,39        | 30 039      | 10,91       | 1      |
|                | Front national                      | 37 246       | 14,53        | Retrait     | Retrait     | 0      |
|                | Divers écologiste                   | 1 697        | 0,66         |             |             | 0      |
|                | Extrême gauche                      | 1 472        | 0,57         | 0           |             |        |
|                |                                     |              |              |             |             |        |
| Inscrits       | Inscrits                            | 394 712      | 100,00       | 395 032     | 100,00      | 5      |
| Abstentions    | Abstentions                         | 132 502      | 33,57        | 108 022     | 27,35       |        |
| Votants        | Votants                             | 262 210      | 66,43        | 287 010     | 72,65       |        |
| Blancs et nuls | Blancs et nuls                      | 5 878        | 2,24         | 11 680      | 4,07        |        |
| Exprimés       | Exprimés                            | 256 332      | 97,76        | 275 330     | 95,93       |        |

### Résultats par circonscription

#### Première circonscription (Nîmes)
| Candidat       | Candidat                    | Parti           | Premier tour | Premier tour | Second tour | Second tour |  |
| Candidat       | Candidat                    | Parti           | Voix         | %            | Voix        | %           |  |
| -------------- | --------------------------- | --------------- | ------------ | ------------ | ----------- | ----------- |  |
|                | Jean Bousquet sortant réélu | UDF (Rad) (URC) | 20 208       | 42,12        | 28 652      | 54,95       |  |
|                | Georgina Dufoix sortante    | PS              | 14 181       | 29,55        | 23 488      | 45,05       |  |
|                | Alain Clary                 | PCF             | 7 633        | 15,91        |             |             |  |
|                | Pierre Durand               | FN              | 5 960        | 12,42        |             |             |  |
|                |                             |                 |              |              |             |             |  |
| Inscrits       | Inscrits                    | Inscrits        | 73 619       | 100,00       | 74 099      | 100,00      |  |
| Abstentions    | Abstentions                 | Abstentions     | 25 061       | 34,04        | 20 404      | 27,54       |  |
| Votants        | Votants                     | Votants         | 48 558       | 65,96        | 53 695      | 72,46       |  |
| Blancs et nuls | Blancs et nuls              | Blancs et nuls  | 576          | 1,19         | 1 555       | 2,9         |  |
| Exprimés       | Exprimés                    | Exprimés        | 47 982       | 98,81        | 52 140      | 97,1        |  |

#### Deuxième circonscription (Beaucaire)
| Candidat       | Candidat                    | Parti               | Premier tour | Premier tour | Second tour | Second tour |  |
| Candidat       | Candidat                    | Parti               | Voix         | %            | Voix        | %           |  |
| -------------- | --------------------------- | ------------------- | ------------ | ------------ | ----------- | ----------- |  |
|                | Jean-Marie Cambacérès élu   | PS                  | 14 955       | 28,1         | 29 526      | 51,28       |  |
|                | Jean-Marie André            | Divers droite (URC) | 14 473       | 27,19        | 28 056      | 48,72       |  |
|                | Bernard Deschamps sortant   | PCF                 | 11 882       | 22,33        | Retrait     | Retrait     |  |
|                | Charles de Chambrun sortant | FN                  | 10 793       | 20,28        | Retrait     | Retrait     |  |
|                | Jack Oriac                  | MRG                 | 1 117        | 2,1          |             |             |  |
|                |                             |                     |              |              |             |             |  |
| Inscrits       | Inscrits                    | Inscrits            | 83 365       | 100,00       | 83 355      | 100,00      |  |
| Abstentions    | Abstentions                 | Abstentions         | 28 902       | 34,67        | 23 632      | 28,35       |  |
| Votants        | Votants                     | Votants             | 54 463       | 65,33        | 59 723      | 71,65       |  |
| Blancs et nuls | Blancs et nuls              | Blancs et nuls      | 1 243        | 2,28         | 2 141       | 3,58        |  |
| Exprimés       | Exprimés                    | Exprimés            | 53 220       | 97,72        | 57 582      | 96,42       |  |

#### Troisième circonscription (Bagnols-sur-Cèze)
| Candidat       | Candidat              | Parti          | Premier tour | Premier tour | Second tour | Second tour |  |
| Candidat       | Candidat              | Parti          | Voix         | %            | Voix        | %           |  |
| -------------- | --------------------- | -------------- | ------------ | ------------ | ----------- | ----------- |  |
|                | Georges Benedetti élu | PS             | 19 472       | 35,28        | 30 875      | 51,68       |  |
|                | André Savonne         | RPR (URC)      | 18 601       | 33,7         | 28 863      | 48,32       |  |
|                | René Mathieu          | PCF            | 9 106        | 16,5         |             |             |  |
|                | Rémy François         | FN             | 8 009        | 14,51        |             |             |  |
|                |                       |                |              |              |             |             |  |
| Inscrits       | Inscrits              | Inscrits       | 84 869       | 100,00       | 84 845      | 100,00      |  |
| Abstentions    | Abstentions           | Abstentions    | 28 185       | 33,21        | 22 805      | 26,88       |  |
| Votants        | Votants               | Votants        | 56 684       | 66,79        | 62 040      | 73,12       |  |
| Blancs et nuls | Blancs et nuls        | Blancs et nuls | 1 496        | 2,64         | 2 302       | 3,71        |  |
| Exprimés       | Exprimés              | Exprimés       | 55 188       | 97,36        | 59 738      | 96,29       |  |

#### Quatrième circonscription (Alès)
| Candidat       | Candidat           | Parti             | Premier tour | Premier tour | Second tour | Second tour |  |
| Candidat       | Candidat           | Parti             | Voix         | %            | Voix        | %           |  |
| -------------- | ------------------ | ----------------- | ------------ | ------------ | ----------- | ----------- |  |
|                | Gilbert Millet élu | PCF               | 14 237       | 27,8         | 30 039      | 55,46       |  |
|                | André Rouvière     | PS                | 13 705       | 26,76        | Retrait     | Retrait     |  |
|                | Max Romanet        | RPR (URC)         | 13 372       | 26,11        | 24 122      | 44,54       |  |
|                | Georges Pons       | FN                | 6 726        | 13,13        |             |             |  |
|                | Yves Chaumard      | Divers écologiste | 1 697        | 3,31         |             |             |  |
|                | Françoise Turc     | Extrême gauche    | 1 472        | 2,87         |             |             |  |
|                |                    |                   |              |              |             |             |  |
| Inscrits       | Inscrits           | Inscrits          | 78 569       | 100,00       | 78 552      | 100,00      |  |
| Abstentions    | Abstentions        | Abstentions       | 26 055       | 33,16        | 20 854      | 26,55       |  |
| Votants        | Votants            | Votants           | 52 514       | 66,84        | 57 698      | 73,45       |  |
| Blancs et nuls | Blancs et nuls     | Blancs et nuls    | 1 305        | 2,49         | 3 537       | 6,13        |  |
| Exprimés       | Exprimés           | Exprimés          | 51 209       | 97,51        | 54 161      | 93,87       |  |

#### Cinquième circonscription (Le Vigan)
| Candidat       | Candidat                    | Parti          | Premier tour | Premier tour | Second tour | Second tour |  |
| Candidat       | Candidat                    | Parti          | Voix         | %            | Voix        | %           |  |
| -------------- | --------------------------- | -------------- | ------------ | ------------ | ----------- | ----------- |  |
|                | Alain Journet sortant réélu | PS             | 19 850       | 40,73        | 31 343      | 60,61       |  |
|                | Francine Gomez              | RPR (URC)      | 13 716       | 28,15        | 20 366      | 39,39       |  |
|                | Fernand Balez               | PCF            | 9 409        | 19,31        | Retrait     | Retrait     |  |
|                | Gérard Guerin               | FN             | 5 758        | 11,82        |             |             |  |
|                |                             |                |              |              |             |             |  |
| Inscrits       | Inscrits                    | Inscrits       | 74 290       | 100,00       | 74 181      | 100,00      |  |
| Abstentions    | Abstentions                 | Abstentions    | 24 299       | 32,71        | 20 327      | 27,4        |  |
| Votants        | Votants                     | Votants        | 49 991       | 67,29        | 53 854      | 72,6        |  |
| Blancs et nuls | Blancs et nuls              | Blancs et nuls | 1 258        | 2,52         | 2 145       | 3,98        |  |
| Exprimés       | Exprimés                    | Exprimés       | 48 733       | 97,48        | 51 709      | 96,02       |  |